# リー郡 (アラバマ州)

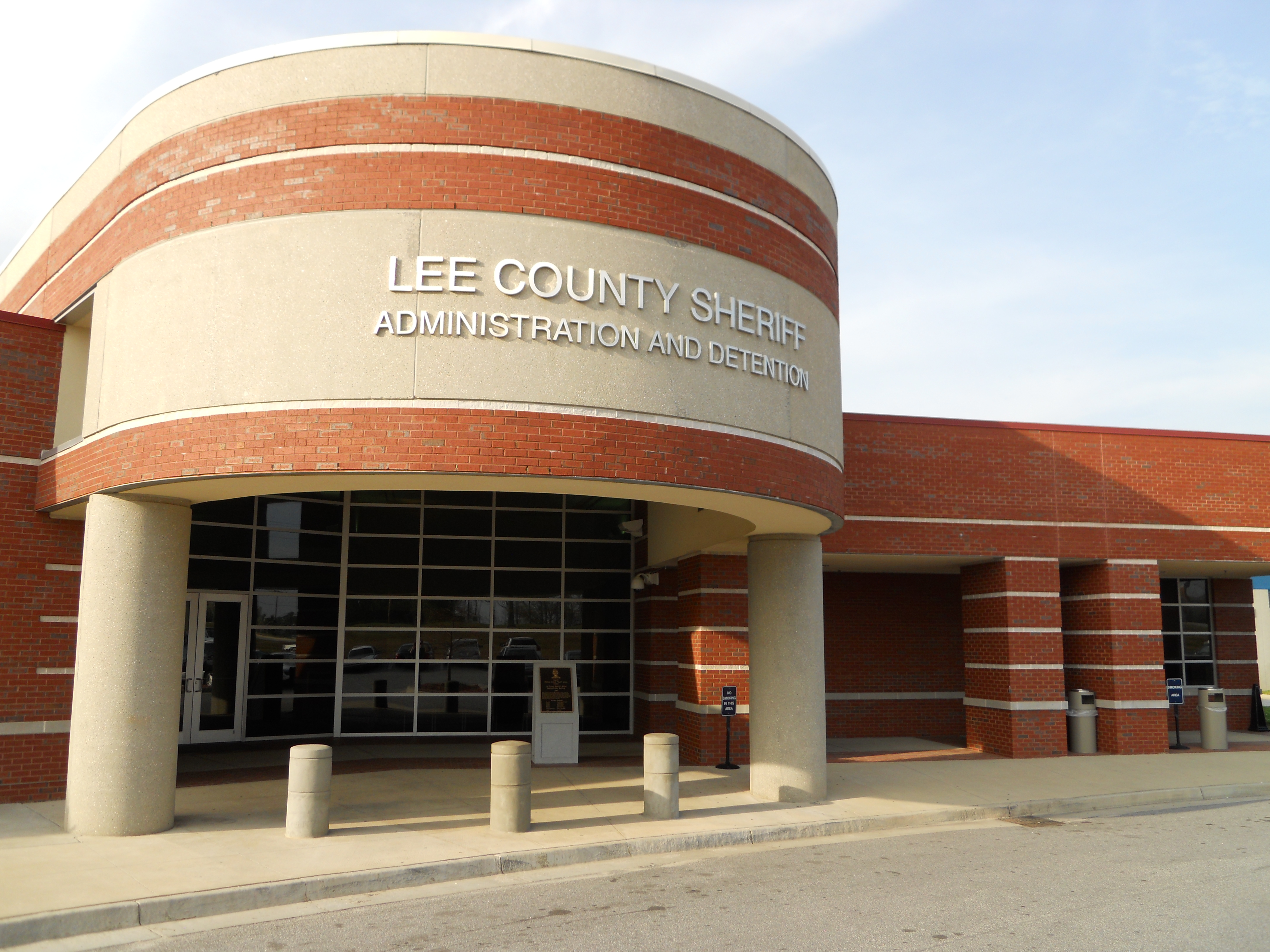
オーペライカ市にあるリー郡保安官部管理棟と拘束センター

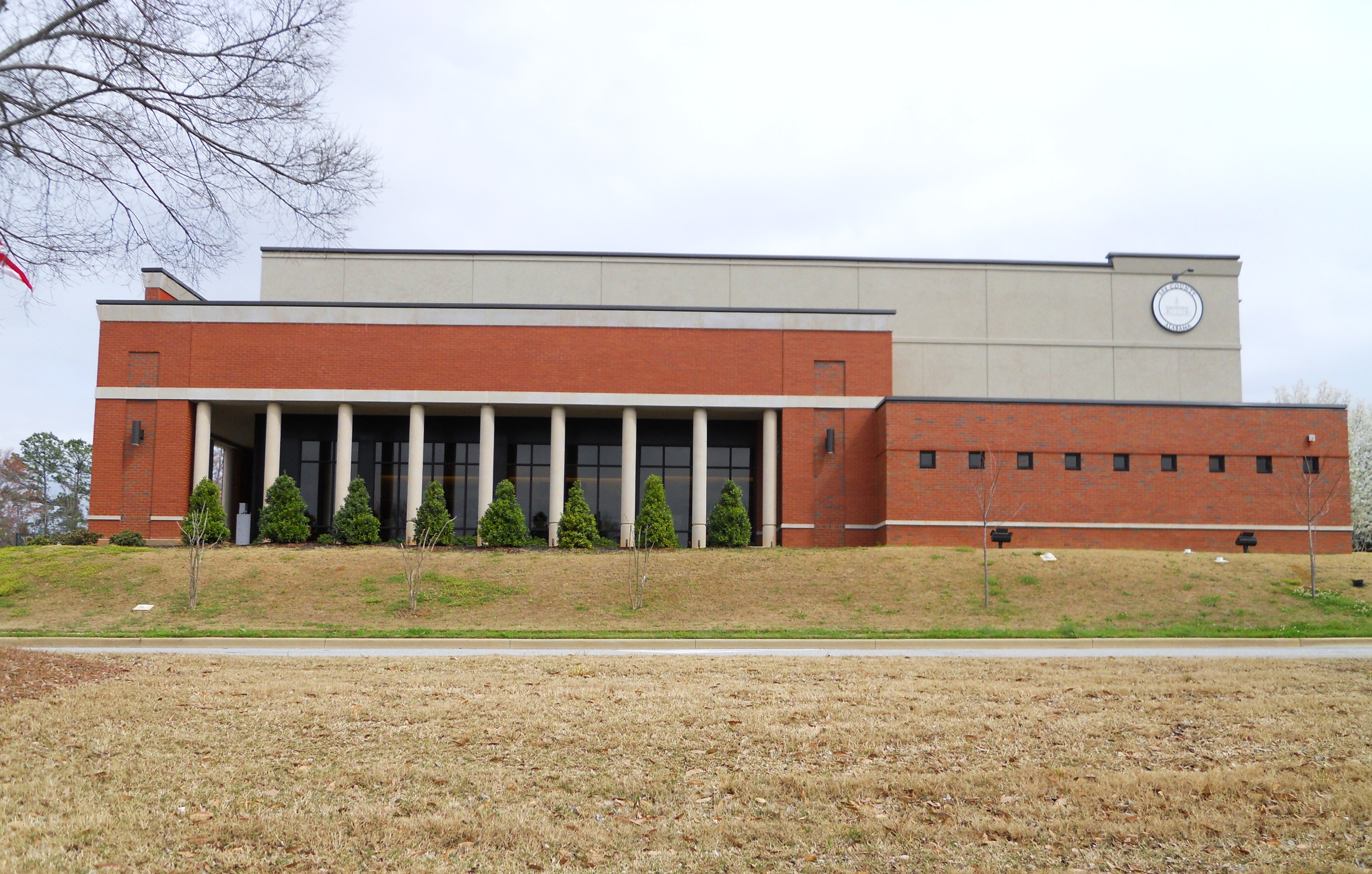
リー郡庁舎オーバーン支所

リー郡（英: Lee County）は、アメリカ合衆国アラバマ州の東部に位置する郡である。人口は17万4241人（2020年）。郡庁所在地はオーペライカであり、同郡で人口最大の都市はオーバーンである。郡名は南北戦争で南軍の総司令官だったロバート・E・リーに因んで名付けられた。
リー郡はオーバーン都市圏に属している。郡内には7つの法人化都市および町があり、そのうち4つは全体が郡内に入っている。

## 歴史
リー郡は1866年12月5日に、メイコン郡、タラプーサ郡、チェンバース郡、ラッセル郡のそれぞれ一部を合わせ、アラバマ州議会によって設立された。郡庁所在地を決める投票が行われ、オペリカがオーバーンとセイラムを抑えて選ばれた。
1923年、リー郡の南東隅にあるフェニックスシティが、隣接するラッセル郡北東隅のジラードの町を併合した。フェニックスシティがリー郡とラッセル郡の郡境に跨る状態を解消するために、リー郡はフェニックスシティ周辺の25.9 km2をラッセル郡に渡し、引き替えにラッセル郡の未編入の町マービン周辺の51.8 km2を手に入れた。この新しい領域で、リー郡南部には「パンハンドル」形状が生まれた。フェニックスシティは後にラッセル郡の郡庁所在地になった。

## 政治と政府
アラバマ州の郡に付与されている基本的統治機能は、法の執行、課税額評価、課税と徴収、故人の資産と検認事項の管理、不動産登記記録の維持、公的道路と橋の建設と維持、郡役人と部門が入る郡庁舎の維持である。
リー郡は郡政委員会によって統治されており、議長と5人の委員、合計6人で構成されている。郡政委員会の議長となる検認判事は郡全体の選挙で選ばれ、任期は6年間である。他の5人の委員は5つの選挙区から1人ずつ選ばれ、任期は4年間である。各委員は登録有権者であり、その代表する選挙区に住んでいなければならない。3人の委員と2人の委員が2年毎の選挙で改選される。このことで課題の引き継ぎを容易にしている。
郡政委員会が郡管理官を雇用し、郡管理官は管理の長として機能する。郡政委員会の政策と指示事項を実行し郡年間運営予算を策定管理するのが郡管理官の責務である。郡管理官は郡の全ての部門の予算を管理する。また部門長を監督管理し、郡政委員会の合意事項、リースなど契約義務が適切に実行されるようにする義務がある。郡管理官は郡政委員会やその他選挙で選ばれる郡役人と共に、郡民に平等に効果的なサービスを行う手配をする。

## 地理
アメリカ合衆国国勢調査局に拠れば、郡域全面積は615.55平方マイル (1,594.3 km2)であり、このうち陸地608.71平方マイル (1,576.6 km2)、水域は6.84平方マイル (17.7 km2)で水域率は1.11%である。

### 主要高規格道路
- 州間高速道路85号線
- アメリカ国道29号線
- アメリカ国道280号線
- アメリカ国道431号線
- アラバマ州道14号線
- アラバマ州道51号線
- アラバマ州道147号線
- アラバマ州道169号線
- アラバマ州道267号線

### 隣接する郡
- チェンバース郡 - 北
- ハリス郡 (ジョージア州) - 北東
- マスコギー郡 (ジョージア州) - 東
- ラッセル郡 - 南
- メイコン郡 - 南西
- タラプーサ郡 - 北西

## 人口動態
以下は2000年国勢調査による人口統計データである。
| 基礎データ - 人口: 115,092人 - 世帯数: 45,702 世帯 - 家族数: 27,284 家族 - 人口密度: 73人/km2（189人/mi2） - 住居数: 50,329軒 - 住居密度: 32軒/km2（83軒/mi2） 人種別人口構成 - 白人: 74.07% - アフリカン・アメリカン: 22.65% - ネイティブ・アメリカン: 0.24% - アジア人: 1.63% - 太平洋諸島系: 0.02% - その他の人種: 0.46% - 混血: 0.93% - ヒスパニック・ラテン系: 1.43% 年齢別人口構成 - 18歳未満: 23.3% - 18-24歳: 22.7% - 25-44歳: 28.1% - 45-64歳: 17.8% - 65歳以上: 8.1% - 年齢の中央値: 28歳 - 性比（女性100人あたり男性の人口） - 総人口: 96.9 - 18歳以上: 95.2 | 世帯と家族（対世帯数） - 18歳未満の子供がいる: 29.7% - 結婚・同居している夫婦: 44.1% - 未婚・離婚・死別女性が世帯主: 11.8% - 非家族世帯: 40.3% - 単身世帯: 27.8% - 65歳以上の老人1人暮らし: 5.7% - 平均構成人数 - 世帯: 2.42人 - 家族: 3.03人 収入と家計 - 収入の中央値 - 世帯: 30,952米ドル - 家族: 46,781米ドル - 性別 - 男性: 33,598米ドル - 女性: 23,228米ドル - 人口1人あたり収入: 17,158米ドル - 貧困線以下 - 対人口: 21.8% - 対家族数: 11.1% - 18歳未満: 16.3% - 65歳以上: 12.0% |

## 都市と町

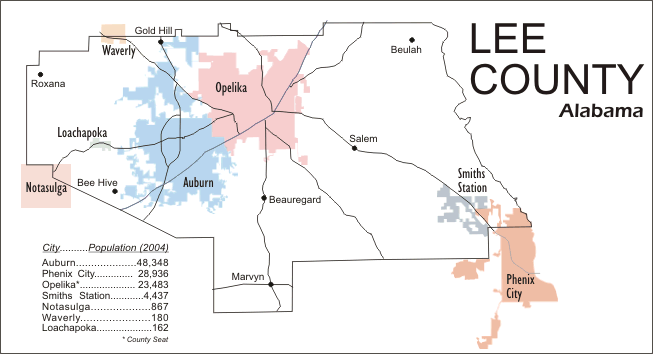
リー郡の町と道路

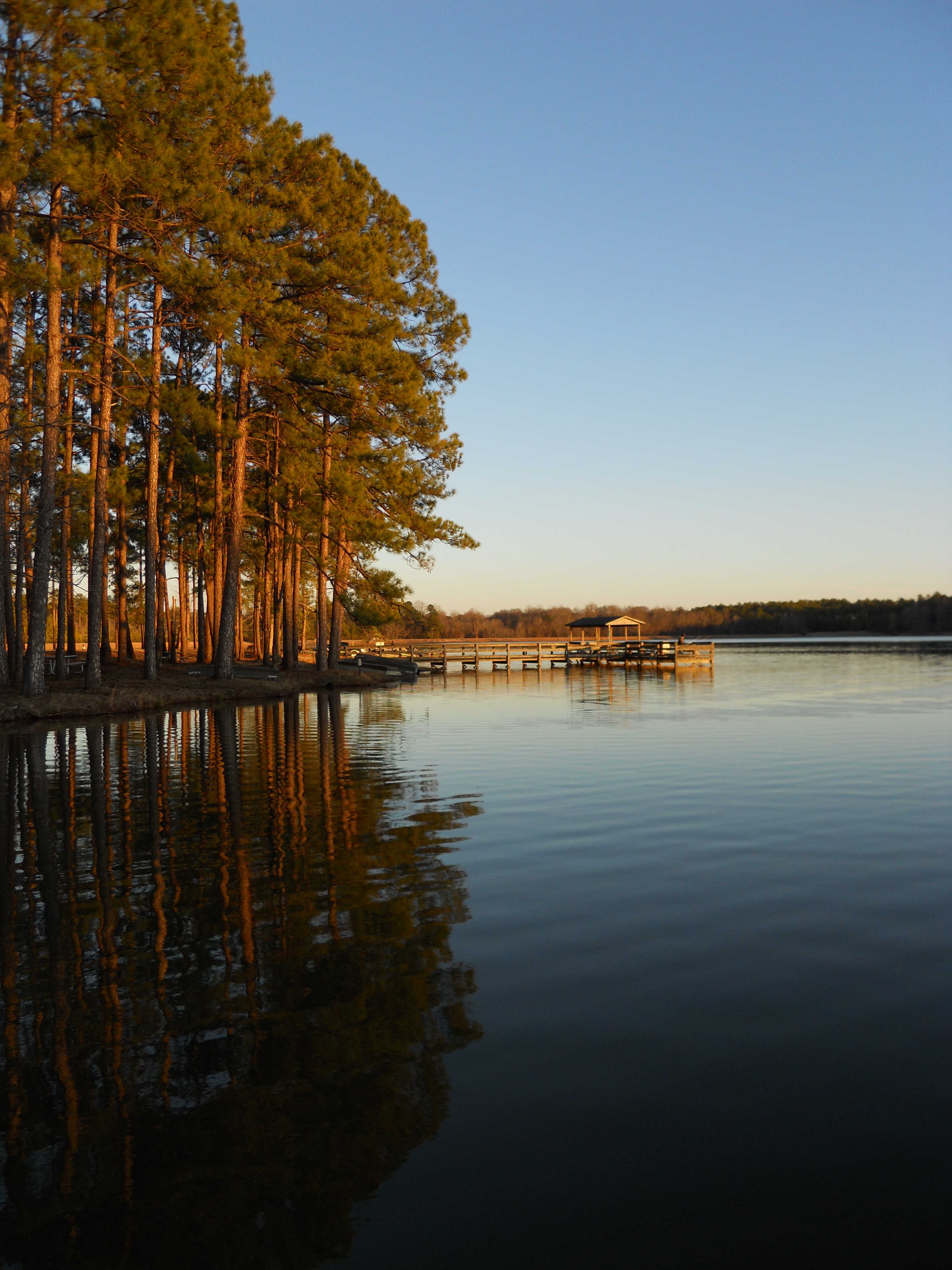
リー郡湖

- オーバーン
- オーペライカ（郡庁所在地）
- ローチャポカ
- ノタサルガ（小部分）
- フェニックスシティ（小部分）
- スミスステーション
- ウェイバリー（小部分）

### 未編入の町
- ボーリガード
- ビューラー
- ゴールドヒル
- マービン
- ロクサーナ
- セイラム

## 高等教育機関
大規模な公立総合大学であるオーバーン大学がオーバーン市にある。

## 見どころ
郡内にはチェワクラ州立公園、ジュール・コリンズ・スミス美術館、ロバート・トレント・ジョーンズ・ゴルフトレイルの一部であるグランド・ナショナル・ゴルフコースがある。